# 6888è Batalló del Directori Postal Central
El 6888è Batalló del Directori Postal Central, també anomenat "Six Triple Eight", fou un batalló totalment compost per membres negres del Cos de l'Exèrcit de Dones de l'Exèrcit dels Estats Units d'Amèrica (Women's Army Corps o WAC). El batalló tenia 855 dones negres, tant allistades com oficials, i estava dirigit per la major Charity Adams. Va ser l'únic batalló totalment negre i femení enviat a l'estranger durant la Segona Guerra Mundial. El lema del grup era «Sense correu, la moral baixa».
El batalló estava organitzat en cinc companyies: Quarter General, Companyia A, Companyia B, Companyia C i Companyia D. La major part de les integrants del cos treballaven d'empleades de correus, però altres eren cuineres, mecàniques i ocupaven altres càrrecs de suport, de manera que era una unitat autosuficient.

## Història

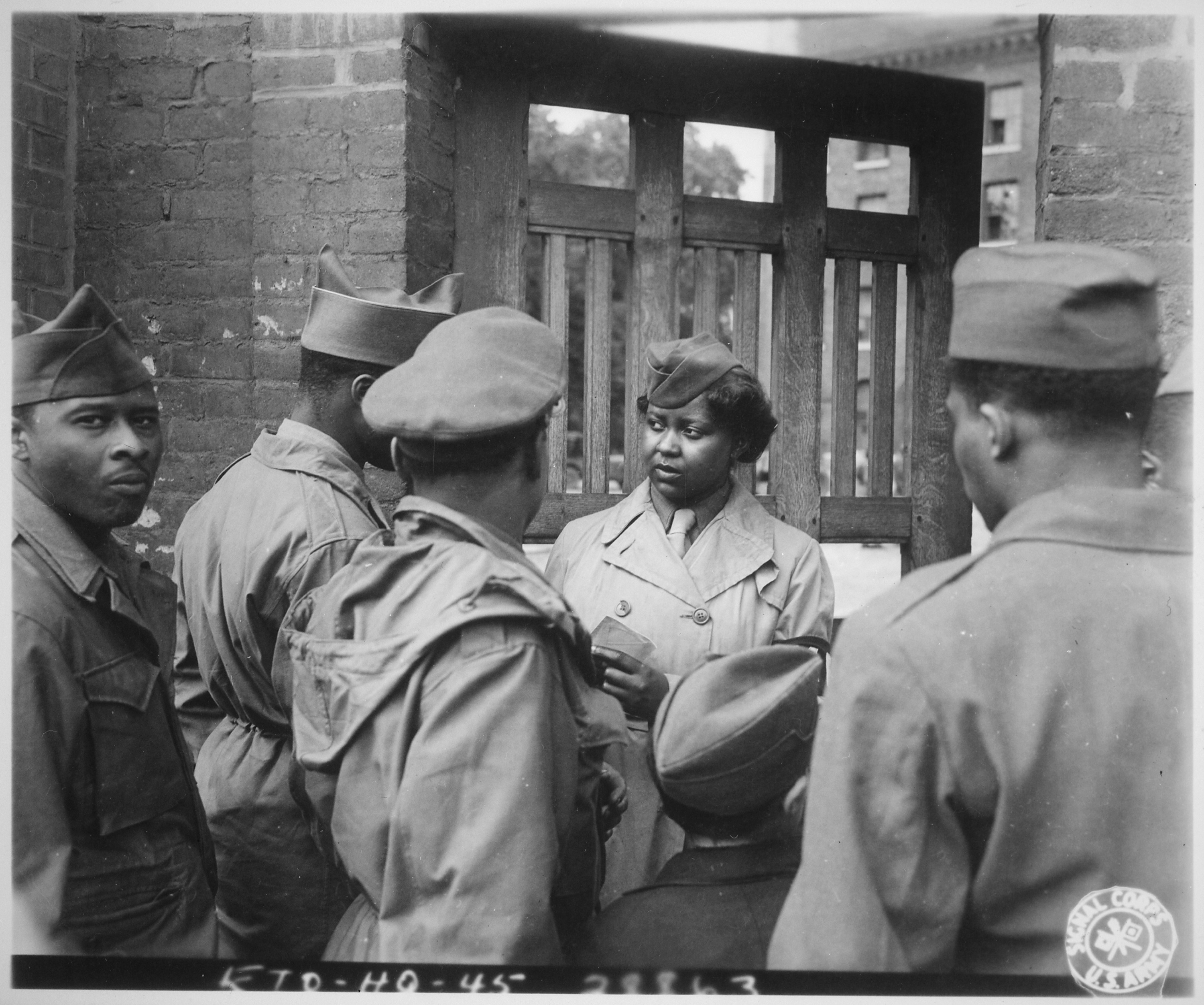
"Les primeres membres de WAC negres que van arribar (al) continent d'Europa van ser 800 noies del 6888th Central Postal Directory Bn, w - NARA - 531333

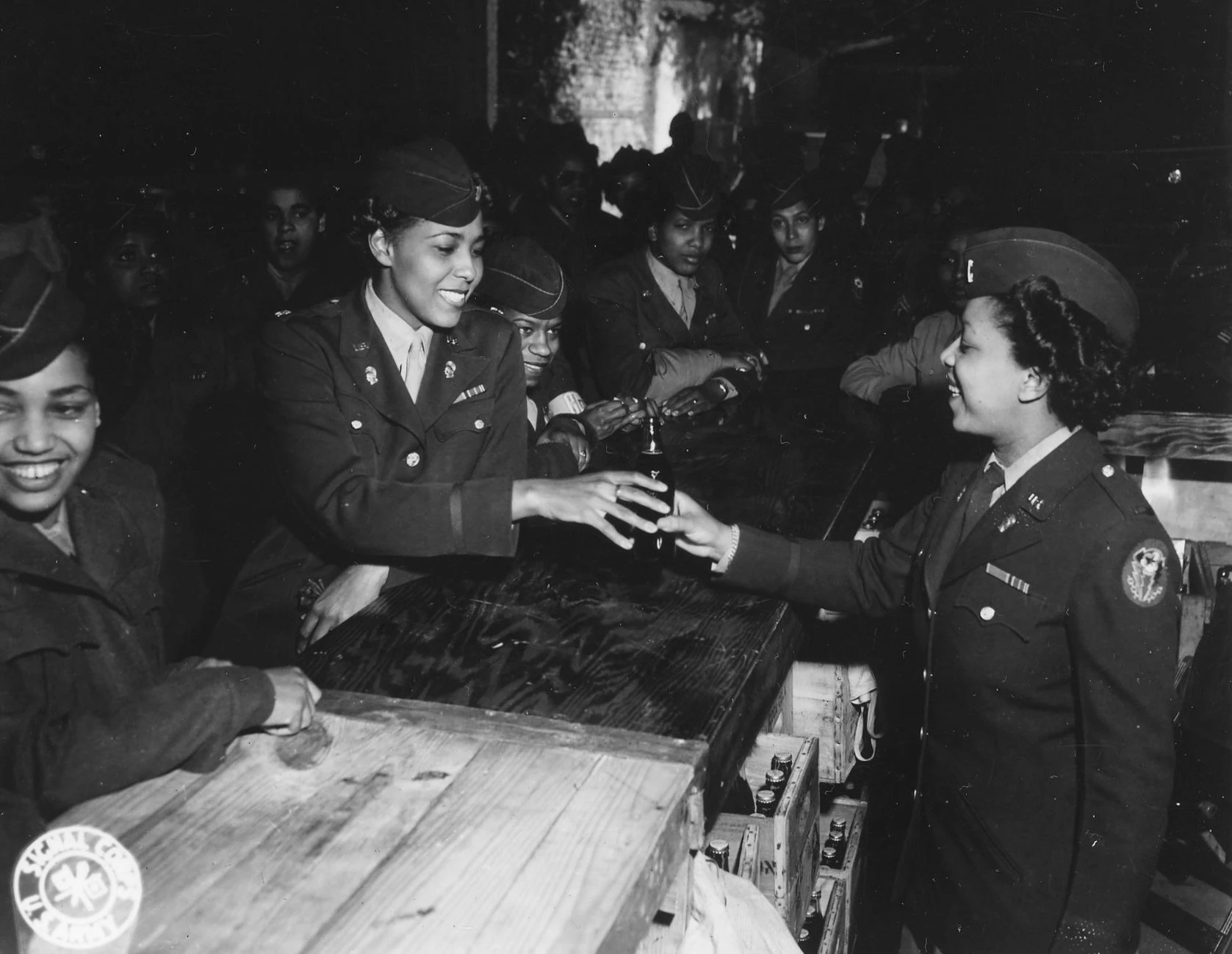
La segon tinent Freda le Beau servint un refresc a la comandant Charity Adams a l'obertura de l'snack bar del batalló a Rouen

Durant la Segona Guerra Mundial, hi va haver una escassetat important de soldats capaços de gestionar el servei postal de l'exèrcit dels Estats Units a l'estranger. El 1944, Mary McLeod Bethune va treballar per aconseguir el suport de la Primera dama, Eleanor Roosevelt, per "un paper per a les dones negres a la guerra a l'estranger". Els diaris negres també van desafiar l'exèrcit dels Estats Units a "utilitzar dones negres en feines significatives de l'exèrcit".
Les dones que es van apuntar van anar a una formació bàsica a Geòrgia. Aquestes dones que ja estaven al Women's Army Corps, com Alyce Dixon, van servir a diferents llocs, inclòs el Pentàgon, abans d'incorporar-se al 6888.

### Anglaterra
El 6888 va sortir dels Estats Units el 3 de febrer de 1945, navegant a l'Île de France i arribant a Glasgow el 12 de febrer. L'Île de France es va trobar amb diversos submarins alemanys durant el viatge, forçant el vaixell a fer maniobres evasives. El vaixell va arribar a Glasgow, Escòcia, el 14 de febrer amb seguretat, tot i que una bomba volant V-1 alemanya va explotar prop del moll. El batalló va ser transportat en tren a Birmingham. El 15 de febrer, la unitat va ser inspeccionada i va marxar en formació davant el tinent general John C.H. Lee, comandant general de la zona de comunicacions, Teatre Europeu d'Operacions (ETO) i el major general Robert McGowan Littlejohn, intendent en cap, ETO, les responsabilitats dels quals incloïen el correu.
Quan el 6888 es va instal·lar a Birmingham, "van veure cartes apilades fins al sostre de l'oficina de correus temporal" en hangars convertits sense calefacció. Algunes cartes havien estat a les oficines improvisades durant dos anys. Els oficials de l'exèrcit creien que el correu no lliurat estava "perjudicant la moral". Moltes cartes i paquets només tenien el primer nom del destinatari previst, tenien un nom d'ús habitual o sobrenoms utilitzats. Es calculava que hi havia un endarreriment de 17 milions d'articles.
Al principi de l'operació, un general blanc va intentar enviar un oficial blanc per "explicar com fer-ho bé", però la major Adams va respondre: "Senyor, sobre el meu cadàver, senyor!" El batalló va acabar el que se suposava que seria una tasca de sis mesos en tres mesos el maig de 1945.
El 6888è batalló va idear el seu propi sistema per gestionar l'endarreriment de correu. Això incloïa la creació i el manteniment d'un índex de targetes de noms d'aquells amb noms iguals o similars, utilitzant números de sèrie militars per distingir-los. Finalment, va contenir 7 milions de cartes. Les dones del 6888 treballaven en tres torns diferents, set dies a la setmana, processant i lliurant correu, un reforç de la moral per a les tropes combatents a Europa. Cada torn va gestionar uns 65.000 missatges. En total, la unitat va gestionar el correu per a més de quatre milions d'exèrcits i civils, a més d'eliminar els retards al Regne Unit i França.
El 6888 era una unitat segregada, dormint i menjant en llocs diferents dels soldats blancs masculins. Estaven allotjades en un antic edifici escolar, amb les oficials allotjant-se a cases properes. Algunes de les dones consideraven que els habitants europeus les tractaven millor que la gent dels Estats Units. No obstant això, també hi havia proves de tracte sexista i racista per part dels soldats homes. El temps fred quan van arribar va fer que les dones haguessin de portar abrics i roba addicional quan treballaven als edificis de correus sense calefacció.
Un capellà que treballava a Birmingham va causar problemes a Adams, ordenant als seus soldats que no es presentessin a la feina, sinó que es presentessin a la seva oficina, cosa que va fer que estiguessin absents sense permís o desertors (en anglès per les sigles AWOL). Adams va haver de "'aconsellar' que deixés a les dones en pau, recordant-li que ella estava a càrrec de les tasques de les dones".

### França
Un cop resolt l'endarreriment a Birmingham, el 6888è batalló va ser enviat a través del Canal a Le Havre el maig de 1945 i després va ser transportat amb tren a Rouen per fer front a un altre endarreriment de correu allà, amb algunes de les cartes que eren tres anys. La policia militar de la unitat WAC no tenia permís per tenir armes, per la qual cosa feien servir jujitsu per evitar "visitants no desitjats". També van participar en una cerimònia de cercavila al lloc on va ser executada Joana d'Arc.
L'octubre de 1945, el correu de Rouen havia estat tramitat i el 6888 va ser enviat a París. Van marxar per la ciutat i es van allotjar en un hotel de luxe, on van rebre un tracte de primer nivell. Durant aquest temps, com que la guerra s'havia acabat, el batalló es va reduir en 300 dones, amb unes 200 membres sent llicenciades el gener de 1946.

### Postguerra
El febrer de 1946, la unitat va tornar als Estats Units on es va dissoldre a Fort Dix, Nova Jersey. En aquell moment no hi hagué reconeixement públic pel seu servei.

## Llegat
Les membres del 6888è Batalló del Directori Postal Central van rebre la Medalla de la Campanya Europea, Africana i de l'Orient Mitjà, la Medalla de la Bona Conducta i la Medalla de la Victòria de la Segona Guerra Mundial durant el seu servei.
El 25 de febrer de 2009, el batalló va ser homenatjat al Women in Military Service for America Memorial al Cementiri nacional d'Arlington. L'esdeveniment va comptar amb la presència de tres antics membres de la unitat del 6888, incloent-hi Alyce Dixon, Mary Ragland i Gladys Shuster Carter. Dixon i Ragland també van ser honorades pel president Barack Obama i la primera dama, Michelle Obama el 2009.
El 15 de març de 2016, el 6888è Batalló del Directori Postal Central va ser incorporat al Saló de la Fama de la Fundació de Dones de l'Exèrcit dels Estats Units. La veterana del batalló Elsie Garris va assistir a la cerimònia d'incorporació.
El 30 de novembre de 2018, Fort Leavenworth va dedicar un monument a les dones del 6888è Batalló del Directori Postal Central. Cinc dones del batalló -Maybeel Campbell, Elizabeth Johnson, Lena King, Anna Robertson i Deloris Ruddock- van estar presents a la dedicatòria.
El 12 de febrer de 2021, els senadors nord-americans Jerry Moran (R-Kan) i Jacky Rosen (D-Nevada) van presentar una legislació bipartidista per atorgar la Medalla d'Or del Congrés a les membres del Cos de l'Exèrcit de Dones, que van ser assignades al 6888è Batalló del Directori Postal Central durant la Segona Guerra Mundial. La representant dels Estats Units Gwen Moore ((D-Wis) va presentar la legislació complementària a la Cambra. Presentat durant el 116è Congrés (S.321 i HB1012), va aprovar per unanimitat el Senat, però no va avançar per la Cambra (referit al Comitè de Serveis Financers i al Comitè d'Administració de la Cambra). El 14 de març de 2022, el president Biden va signar un projecte de llei bipartidista per atorgar al batalló la Medalla d'Or del Congrés.